# Atari Flashback 2
Atari Flashback 2 – konsola gier wideo wyprodukowana przez firmę Atari Inc. w 2005 roku, druga konsola z serii Atari Flashback. W pamięć konsoli wbudowanych jest w sumie czterdzieści tytułów z konsoli Atari 2600, a także kilka produkcji typu homebrew. Konsola nie posiada gniazda kartridży, przez co zalicza się ją do konsol z wbudowanymi grami. System jest wyposażony w zasilacz sieciowy, do podłączenia telewizora służą złącza RCA: kompozytowe wyjście wideo i monofoniczne wyjście audio.
Wygląd konsoli jest wzorowany na Atari 2600, z tym że FlashBack 2 jest zdecydowanie mniejszy i lżejszy od pierwowzoru, kontrolery dołączane do zestawu także są wzorowane na tych z Atari 2600. Flashback 2 posiada pięć przycisków na obudowie – włącznik, reset, lewy i prawy przycisk do wyboru poziomu trudności i select. Konsola posiada dwa joysticki, wzorowane na tych z Atari 2600, które wpinane są do tylnej części konsoli, obsługuje także oryginalne kontrolery z tego systemu. Konsola nie posiada w zestawie kontrolerów z tzw. Paddle, aczkolwiek te kontrolery także są przez nią obsługiwane, a nawet wymagane do sterowania w kilku grach.
W przeciwieństwie do poprzedniej konsoli z serii, Flashbacck 2 posiada sprzęt oparty na tym z konsoli Atari 2600, a także chip Atari VCS, przez co gry uruchamiane na konsoli nie różnią się od oryginalnych wydań pod względem wizualnym.
Marty Goldberg, właściciel muzeum elektronicznej rozrywki, brał udział w tworzeniu instrukcji dodawanej do konsoli i już we wczesnej fazie tworzenia konsoli była ona w pełni gotowa, jednak z powodu problemów w okresie produkcyjnym i przesuwającej się daty premiery niektóre informacje w niej zawarte nie są poprawne.

## Edycje
Firma Atari wydała trzy edycje konsoli Atari FlashBack 2:
- Rev. 0X – ta edycja posiadała problemy z generowaniem dźwięku w grze Quadrun problem był spowodowany zastosowaniem innych komponentów audio niż w oryginale, podobny problem pojawiał się w prototypie Millipede zaprogramowanym przez General Computer Corporation[4]; poza tym Millipede, było źle wyświetlane na ekranie powodując, że stała się ona niegrywalna. Ta edycja konsoli posiadała wczesne wersje chipów, które nie były planowane do wydania w masowej produkcji. Ta edycja konsoli często błędnie nazywana jest edycją "A".
- Rev. A – jest to edycja konsoli z poprawionym chipem i komponentami audio, dzięki temu naprawiono problemy w grach Miliipede i Quadrun, dodatkowo poprawiono paletę kolorów w grze Adventure 2, która w poprzedniej edycji była zbyt ciemna. Ta Edycja bywa błędnie nazywana edycją "B", gdyż była drugą edycją wydaną na rynku.
- Rev. C – trzecia edycja konsoli, zmniejszono w niej rozmiar PCB, co upraszczało instalację gniazda kartridży. Ta edycja poprawiła kilka mniejszych problemów z brakiem kompatybilności w grach.

Niektóre z wbudowanych gier np. Lunar Lander, miały problem z pojawiającymi się artefaktami graficznymi i migającym ekranem, było to spowodowane ograniczeniami oryginalnej Atari 2600, które powielono w Atari Flashback 2. Gry, które stworzono bezpośrednio dla Atari Flashback 2, nie mają takich problemów, gdyż od początku produkcji były one dostosowane do tej konsoli.

### Gniazdo kartridży
Atari Flashback 2 w przeciwieństwie do pierwowzoru, którym była konsola Atari 2600 nie posiadała gniazda kartridży, jednak osoby posiadające odpowiednie umiejętności były w stanie zmodyfikować konsolę tak aby można było na niej używać wymiennych kartridży z Atari 2600. Płyta główna konsoli Flashback 2 posiada nadrukowane informacje, które ułatwiają instalację gniazda kartridży, poza tym po zainstalowaniu odpowiedniego przełącznika można nadal korzystać z gier wbudowanych w system.

## Lista gier
Wbudowane w konsolę gry zostały podzielone na cztery kategorie, które można wybrać z poziomu konsoli. Po wybraniu kategorii nie jest możliwe cofnięcie się do poprzedniego ekranu, jedynym sposobem, aby to zrobić jest wówczas wciśnięcie przycisku reset lub wyłączenie i ponowne uruchomienie konsoli.

### Kategoria "Adventure Territory"
- Adventure
- Adventure II
- Haunted House
- Return To Haunted House
- Secret Quest
- Wizard

### Kategoria "Arcade Favorites"
- Arcade Asteroids
- Arcade Pong
- Asteroids Deluxe
- Battlezone
- Centipede
- Lunar Lander
- Millipede
- Missile Command
- Space Duel

### Kategoria "Skill and Action Zone"
- 3D Tic-Tac-Toe
- Aquaventure
- Atari Climber
- Combat
- Combat 2
- Dodge 'Em
- Fatal Run
- Frog Pond
- Hangman
- Human Cannonball
- Maze Craze
- Off The Wall
- Outlaw
- Pitfall!
- Radar Lock
- River Raid
- Save Mary
- Video Checkers
- Video Chess

### Kategoria "Space Station"
- Caverns Of Mars
- Quadrun
- Saboteur
- Space War
- Yars' Return
- Yars' Revenge

### Ukryte gry
Konsole posiadała również dwa ukryte tytuły, które wymagały kontrolera z pokrętłem, tzw. Paddle. Flashback 2 nie posiadała takich kontrolerów w związku z tym do grania w te tytuły potrzebne były oryginalne kontrolery z pokrętłem na Atari 2600. Aby otrzymać dostęp do ukrytych gier gracz musi wychylić joystick do góry, następnie dziewięć razy w dół, potem siedem razy w górę i dwa razy w dół (jest to nawiązanie do roku 1972, w którym powstał Pong), kod musi być wpisany bez żadnych pauz.
- Super Breakout
- Warlords

### Ekrany testowe
Ekrany do testowania mogą zostać uruchomione poprzez jednoczesne przytrzymanie przycisków dół, reset i select i kliknięcia przycisku power. Ekrany te służą do testowania działania kontrolerów (zarówno zwykłych jak i tych z Paddle), a także do sprawdzania działania dźwięku i grafiki.

## Odbiór
Konsola cieszyła się duża popularnością, sprzedano około 860 000 egzemplarzy, była także doceniana wśród ekspertów.
Lance Ulanoff z PC Magazine ocenił konsolę na cztery w pięciostopniowej skali, stwierdził, że konsola mimo swojego stylu retro nadaje się dla każdego, nawet młodego gracza, gdyż pozwala ona poznać historię branży gier wideo. John Falcone z cnet.com ocenił konsole na sześć w dziesięciostopniowej skali, docenił bardzo przystępną cenę i design konsoli, aczkolwiek zarzucał jej twórcom, że gry z Flashback 2 nie są unikatowe i większość z nich można znaleźć w różnego rodzaju kompilacjach na PC i konsolach.